# ديميتري إيفانوف
ديميتري ايفانوف هو رباع وصحفي روسي، ولد في 29 يوليو 1928 في أوريول أوبلاست في روسيا، وتوفي في 1993.